# Баумгартен, Василий Фёдорович
Василий Фёдорович (Вильгельм Вильгельмович) фон Баумгартен (17 [30] октября 1879 года, Санкт-Петербург — 13 мая 1962 года, Буэнос-Айрес) — российский и югославский архитектор, военный инженер, генерал-майор Белой армии и Югославской королевской армии.

## В России
Родился в Санкт-Петербурге. В 1897 году окончил Александровский кадетский корпус, в 1900-м — Николаевское инженерное училище, а в 1905-м — Николаевскую инженерную академию в Петербурге.
В годы русско-японской войны Василий Баумгартен служил в инженерной управе Владивостокской крепости, в 1908—1914 годах работал в городской управе Петербурга, доцент, преподавал в Военной инженерной академии и училище на кафедре строительного искусства.
Баумгартен принял участие в строительстве Главного морского и артиллерийского полигонов, совместно с Владимиром Апышковым построил в 1913—1914 годах особняк графа Петра Стенбок-Фермора в Петербурге, строил частные дома в Павловске.
Во время Первой мировой войны в звании полковника был назначен начальником инженерной части штаба 3-й Армии 3ападного фронта. Награждён орденами св. Станислава II и III степеней, св. Анны II и III степеней и св. Владимира IV степени.
С сентября 1918 года участник Белого движения, в январе 1919 года стал начальником инженерных снабжений деникинской Добровольческой армии.

## В эмиграции

### Югославия
В ноябре 1920 года в составе штаба отступавшей врангелевской Русской армии эвакуировался из Севастополя в Стамбул, служил корпусным инженером 1-го армейского корпуса в Галлиполи. Позже эмигрировал в Королевство сербов, хорватов и словенцев (с 1929 года — Королевство Югославия).
В Белграде работал высшим архитектором в Военно-морском министерстве в звании генерал-майора Югославской королевской армии, а также в архитектурном отделении Министерства гражданского строительства. Стал известен прежде всего как автор проектов зданий Генерального штаба и Русского дома в Белграде. Основные реализованные Василием Баумгартеном в Югославии архитектурные проекты:

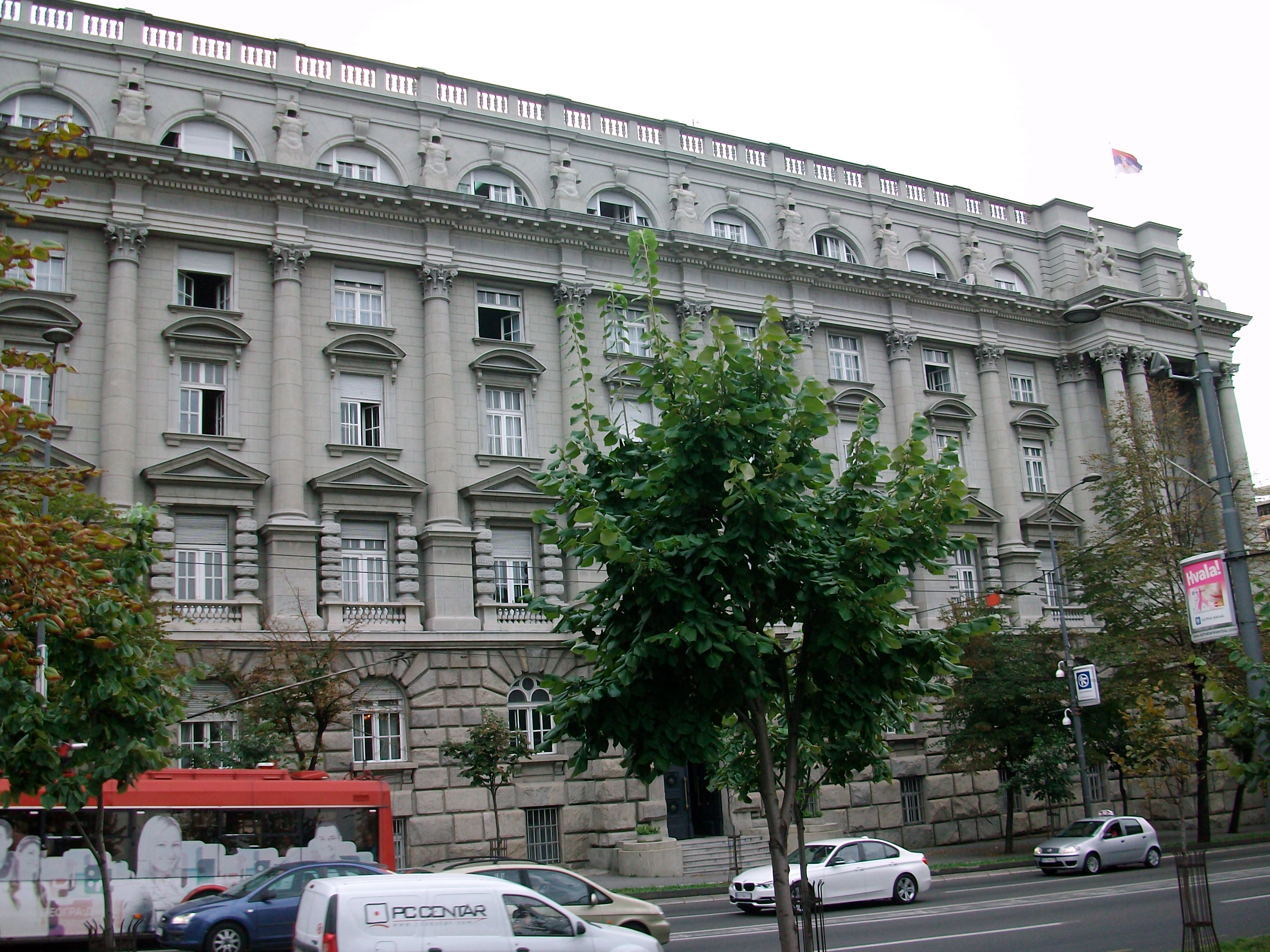
Старое здание генерального штаба (2014)

- (старое) здание Главного генерального штаба армии и флота Югославии[фр.] в Белграде (построено в 1924—1928 годах), входит в Список памятников культуры Сербии (СК 650)[6];
- Дом офицеров[серб.] в Скопье в Македонии (1925—1929; в июле 1963 года здание было разрушено землетрясением, в 2016-м будет восстановлено)[7];
- дом Мите Лукича в общине Вождовац в Белграде (1931);
- конак[серб.] (вилла) в монастыре Грачаница в Косове и Метохии около Приштины (1933);
- здание Русского дома имени императора Николая II в Белграде (1931—1933);
- здание Государственного ипотечного банка[серб.] (Državna hipotekarna banka) в Вальеве (1939);[8]
- здание Государственного ипотечного банка в Панчеве (1940; совместно с инженером Солодовым).

О взглядах Василия Баумгартена можно судить по его словам, сказанным в апреле 1933 года в присутствии членов королевской семьи во главе с королевой-консорт Марией, премьер-министра страны Милана Сршкича, видных представителей югославской интеллигенции на торжественном открытии возведённого по его проекту Русского дома. Тогда Баумгартен подчеркнул:
Студии Русского дома «служа порознь для работы различных общественных организаций русских художников, музыкантов, артистов и писателей, — в своём общем, гармоничном целом должны содействовать объединению служителей русского и югославянского искусства, которое повело бы всех нас вместе по пути к несомненно предстоящему пышному расцвету славянского искусства и культуры в грядущие светлые времена Объединённого Великого Славянства».

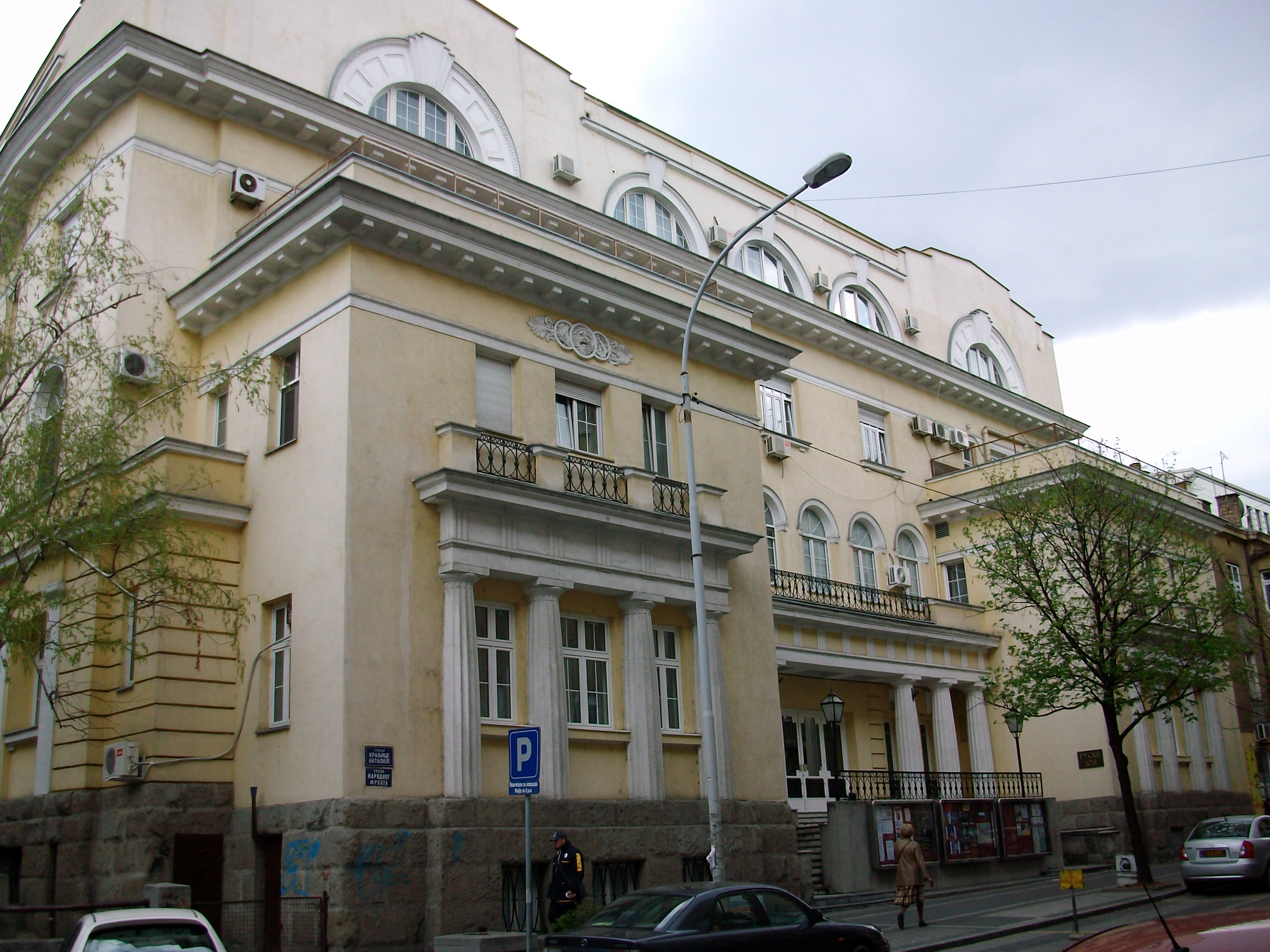
Фасад Русского дома в Белграде (2012)

В числе прочего, Баумгартен стал участником выставки Объединения русских художников в Королевстве СХС (1928) и Большой выставки русского искусства (1930) в Белграде, в 1930—1931 годах был членом белградской художественной группы К. Р. У. Г. (кисть-резец-уголь-готовальня). Возглавил созданное там же Общество взаимопомощи воспитанников Николаевской инженерной академии и училища, входившее в состав IV отдела врангелевского Русского общевоинского союза (РОВС).

### Аргентина

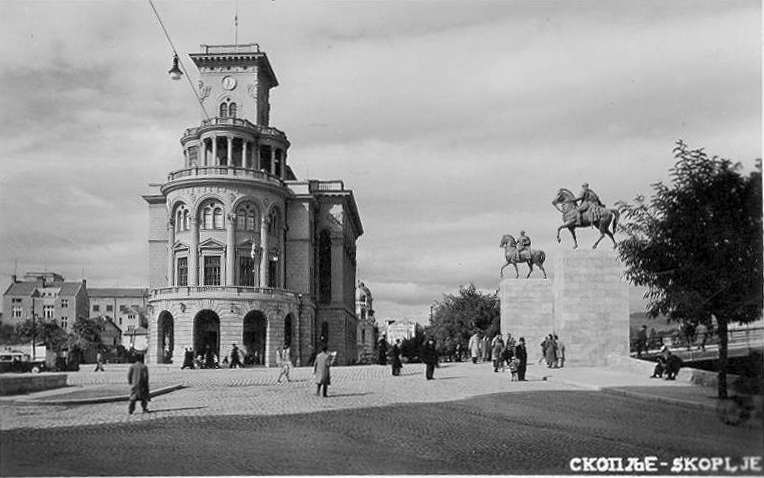
Дом офицеров в Скопье (1930)

Долгое время в Югославии считалось, что архитектор не пережил Второй мировой войны, хотя дата и место его смерти не были установлены. Однако позже выяснилось, что после 1945 года Вильгельм Баумгартен эмигрировал с семьёй в Аргентину.
Последние годы своей жизни он провёл в Буэнос-Айресе. Там Баумгартен состоял председателем Общества галлиполийцев в Южной Америке (с 1951 года — отдел Общества галлиполийцев в Аргентине) и — с 1949 года — начальником отдела РОВС.
Умер 13 мая 1962 года, похоронен на Британском кладбище на Чакарите в Буэнос-Айресе.

## Семья
Василий Баумгартен женился незадолго до революции в России. Супруга — Ксения (Кика) Михайловна Бенуа, в замужестве Баумгартен (1894—1965), племянница художника, историка искусства, критика Александра Бенуа.
Есть сыновья, известно и о внучке Марине.